# Цейоний Руфий Албин
Гай Цейоний Руфий Албин (на латински: Gaius Ceionius Rufius Albinus) е политик на Римската империя през 4 век от род Цейонии.

## Биография
Албин е син на Гай Цейоний Руфий Волузиан (консул 311 г.) и Нумия Албина, дъщеря на Нумий Албин (консул 263).
През 335 г. Албин е консул заедно с Юлий Констанций. Той става praefectus urbi на Рим през 335 – 337 г.

## Фамилия
Албин се жени за Лампадия (* 295). Те имат един син:
- Гай Цейоний Руфий Волузиан Лампадий, praefectus urbi на Рим през 365 г.